# Geelborstbuulbuul
De geelborstbuulbuul (Chlorocichla flaviventris) is een zangvogel uit de familie Pycnonotidae (buulbuuls).

## Verspreiding en leefgebied
Deze soort komt voor in Afrika en telt drie ondersoorten:
- C. f. centralis: van zuidelijk Somalië tot noordelijk Mozambique.
- C. f. occidentalis: van noordwestelijk Angola tot westelijk Tanzania, zuidelijk tot noordwestelijk Namibië, noordelijk Botswana, noordelijk Zuid-Afrika en centraal Mozambique.
- C. f. flaviventris: oostelijk Zuid-Afrika en zuidelijk Mozambique.

## Status
De grootte van de populatie is niet gekwantificeerd maar de soort wordt omschreven als wijdverspreid en algemeen. Op de Rode lijst van de IUCN heeft deze soort de status niet bedreigd.